# Кузьмінський Олександр Хомич
Олекса́ндр Хоми́ч Кузьмі́нський (народився 30 серпня 1884, Тульчин, Вінницька область — † 27 квітня 1975, Торонто) — генерал-хорунжий армії УНР.

## Біографія
Народився 30 серпня 1884 року в Тульчині Подільської губернії в міщанській родині. Закінчив Тульчинську духовну семінарію.

### В Російській армії
У 1908 закінчив Одеське піхотне юнкерське училище. У складі 75-го піхотного Севастопольського полку (Гайсин) брав участь у Першій світовій війні в чині підпоручика. У 1917 році закінчив один курс Військової академії Генерального штабу. Останнє звання у російській армії — капітан.

### На службі Україні
З 4 грудня 1917 року — начальник штабу 64-ї Української дивізії. З 2 квітня 1918 року переведений до резерву старшин Генерального штабу військ Центральної Ради.
З 20 квітня 1918 року — молодший ад'ютант штабу 2-го Подільського корпусу Армії УНР. З 30 травня 1918 р. — обер-старшина для доручень штабу Сердюцької дивізії Армії Української держави. 16 грудня 1918 року займає посаду штаб-старшини оперативного відділу штабу військ Директорії. 30 липня 1919 року стає помічником начальника оперативного відділу штабу Дієвої армії УНР.
З кінця 1919 року по серпень 1920 року очолював Розвідочну управу Генерального штабу Збройних Сил УНР. З 4 серпня 1920 року — булавний старшина 3-го генерал-квартирмейстерства Генерального штабу УНР.

#### Керівник розвідки
З 1921 року очолив розвідувальний відділ Головного Повстанського Штабу Державного Центру УНР в екзилі. В умовах еміграції розвідувальна діяльність була спрямована передусім на здобування різно планової інформації про дислоковані в Україні сили Червоної армії, органи державної безпеки УСРР, стан охорони державного кордону, політичну й економічну ситуацію в країні. Відбувалося вивчення території України як майбутнього театру збройного повстання. Розвідувальна секція вела агентурну роботу, здійснювала добір і навчала розвідувальні кадри, а також готувала документи для легальної роботи в УСРР. Крім цього, вона була своєрідним інформаційно-аналітичним центром, який обробляв одержану різними каналами інформацію. Внаслідок поступового зростання досвіду розвідувальної роботи було підготовлено «Проект організації розвідки на терені України», спрямований передусім на уніфікацію та вдосконалення організаційної структури розвідапарату повстанського руху в Україні. Поряд з цим у ньому віддзеркалювалися тогочасні погляди на завдання, форми і методи розвідки, призначеної для оперативного забезпечення бойових дій.
Під час підготовки до Другого Зимового походу розвідка мала об'єктивну інформацію про концентрацію військових частин Червоної армії в прикордонних районах з Польщею, про спад повстанського руху в УСРР та інші відомості, які не завжди збігалися з тими даними, котрі приносили зв'язкові Штабу. На цьому ґрунті у Олександра Кузьмінського склалися напружені відносини з керівником Партизанського Повстанського Штабу Юрієм Тютюнником. Зрештою, спільні прорахунки розвідки, контррозвідки, Штабу і особисто його керівника стали причинами поразки Другого Зимового походу і загалом національно- визвольних змагань на цьому етапі. Крім того, не вдалося налагодити достатньо ефективну роботу Закордонного (розвідувального) відділу, який діяв у складі Департаменту політичної інформації МВС Державного Центру УНР в екзилі
З кінця 1921 року — головноуповноважений Українського центрального комітету у Галичині.
У 1939 році виїхав до Австрії. У 1951 році емігрував до Канади. Помер у Торонто у 1975 році.

## Родина
Син генерала Олександра Кузьмінського — Олександр Олександрович Кузьмінський, закінчив гімназію у Львові, учився в університеті, був командиром батареї у бою під Бродами (його командиром був майор Микола Палієнко). 3 під Бродів йому вдалося пробитися. Вступив до УПА і в її лавах у 1947 р. загинув, оточений комуністами в Західніх Карпатах. Він і його побратими підірвали себе, щоб не дістатися живими до рук ворога.